# Klas Hansson

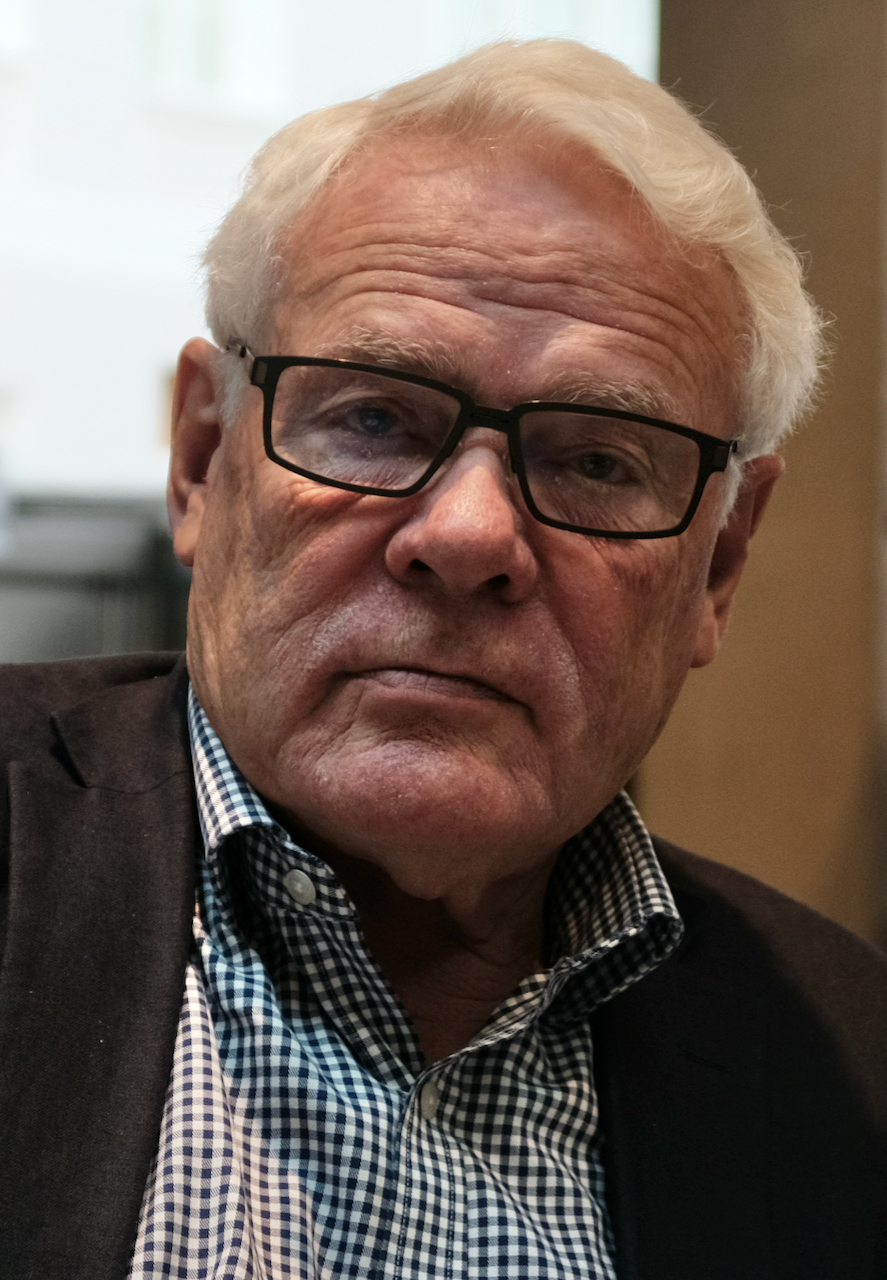
Klas Hansson 2019.

Klas Göran Hansson, född den 13 september 1944 i Göteborgs Gamlestads församling i Göteborg, är en svensk präst och före detta chef för Svenska kyrkan i utlandet.

## Biografi
Hansson avlade teologie kandidatexamen vid Lunds universitet 1967 och därefter prästexamen, och prästvigdes i Strängnäs 1967. År 2014 disputerade Hansson vid Uppsala universitet för teologie doktorsexamen på en avhandling om ärkebiskopsämbetet i Svenska kyrkan och blev docent i kyrkohistoria 2016.  
Hansson verkade som kyrkoadjunkt och komminister i Kumla församling i Strängnäs stift 1968–1973, stiftsadjunkt och förste stiftsadjunkt i Strängnäs stift och föreståndare för Stiftsbyrån 1973–1984, samt informationschef och prodirektor vid Svenska kyrkans mission i Uppsala 1984–1994. Han var direktor vid ärkebiskopens kansli 1994–2000, direktor och VD för Svenska kyrkans utbildningscentrum, Sigtuna folkhögskola och Svenska kyrkan utbildning AB 2001–2004, samt avdelningschef i kyrkokansliet och chef för Svenska kyrkan i utlandet till 2009.
Hansson har varit deltagare i Svenska kyrkans delegationer vid Lutherska världsförbundets generalförsamlingar i Hongkong 1997, Winnipeg  2003 och Kyrkornas världsråds generalförsamling i Harare 1998. 
Han var ledamot av en arbetsgrupp för överläggningar mellan Svenska kyrkans och Svenska Missionsförbundet 1997–2000 och Samarbetsrådet mellan Svenska kyrkan och Svenska Missionskyrkan 2001–2004 och avfattade rapporterna "På väg mot djupare enhet" (2000) och "Förslag till Överenskommelse om kyrkogemenskap Svenska kyrkan och Svenska Missionskyrkan" (2004).
Hanssons forskning är inriktad mot Svenska kyrkans 1900-talshistoria.
Klas Hansson är bror till Per Hansson.